# 4561 Lemeshev
4561 Lemeshev је астероид главног астероидног појаса чија средња удаљеност од Сунца износи 2,573 астрономских јединица (АЈ).
Апсолутна магнитуда астероида је 13,4.